# Glyphesis scopulifer
Glyphesis scopulifer är en spindelart som först beskrevs av James Henry Emerton 1882.  Glyphesis scopulifer ingår i släktet Glyphesis och familjen täckvävarspindlar. Inga underarter finns listade i Catalogue of Life.